# Smittina hatsushima
Smittina hatsushima är en mossdjursart som beskrevs av Okada och Shunsuke F. Mawatari 1937. Smittina hatsushima ingår i släktet Smittina och familjen Smittinidae. Inga underarter finns listade i Catalogue of Life.